# Ceratogastra
Ceratogastra är ett släkte av steklar. Ceratogastra ingår i familjen brokparasitsteklar.
Kladogram enligt Catalogue of Life:
| Ceratogastra | \| \| Ceratogastra ornata \| \| \| \| \| \| Ceratogastra pulchricolor \| \| \| \| |
|              | \| \| Ceratogastra ornata \| \| \| \| \| \| Ceratogastra pulchricolor \| \| \| \| |
|              | Ceratogastra ornata                                                               |
|              |                                                                                   |
|              | Ceratogastra pulchricolor                                                         |
|              |                                                                                   |